# 沃比亚
沃比亚（義大利語：Vobbia），是意大利热那亚省的一个市镇。总面积33.2平方公里，人口459人，人口密度13.8人/平方公里（2009年）。ISTAT代码为010066。